# Microrregión de São Mateus do Sul
La microrregión de São Mateus do Sul es una de las microrregiones del estado brasileño del Paraná perteneciente a la mesorregión Sudeste Paranaense. Su población fue estimada en 2006 por el IBGE en 58.761 habitantes y está dividida en tres municipios. Posee un área total de 2.532,795 km².

## Municipios
- Antônio Olinto
- São João do Triunfo
- São Mateus do Sul

- Datos: Q2257482
- Multimedia: São Mateus do Sul / Q2257482